# Bellechasse

Bellechasse é um concelho municípal Regional (MRC) da província canadense de Quebec, na região de Chaudière-Appalaches. Sua principal cidade é Saint-Lazare-de-Bellechasse.

## Divisões do MRC de Bellechasse

### Municípios
- Armagh
- Beaumont
- Honfleur
- Saint-Anselme
- Saint-Charles-de-Bellechasse
- Sainte-Claire
- Saint-Gervais
- Saint-Henri
- Saint-Lazare-de-Bellechasse
- Saint-Michel-de-Bellechasse
- Saint-Raphaël
- Saint-Vallier

### Freguesias
- La Durantaye
- Notre-Dame-Auxiliatrice-de-Buckland
- Saint-Damien-de-Buckland
- Saint-Léon-de-Standon
- Saint-Malachie
- Saint-Nazaire-de-Dorchester
- Saint-Nérée
- Saint-Philémon